# Carinodes
Carinodes is een geslacht van insecten uit de orde vliesvleugeligen (Hymenoptera) en de familie Ichneumonidae.

## Soorten
- C. abjectus (Cresson, 1874)
- C. actuosus (Cresson, 1874)
- C. albicollis (Cameron, 1885)
- C. albomaculatus (Ashmead, 1895)
- C. annulipes (Brulle, 1846)
- C. bispinus (Brulle, 1846)
- C. curiatus (Cresson, 1874)
- C. dorsalis (Brulle, 1846)
- C. encaustus (Cresson, 1868)
- C. epicus (Cresson, 1874)
- C. fastidiosissimus (Cameron, 1885)
- C. frictorius (Fabricius, 1804)
- C. fulgor Porter, 1980
- C. havanensis (Cameron, 1906)
- C. immaculatus (Morley, 1915)
- C. inermis Heinrich, 1930
- C. janeirensis (Brethes, 1927)
- C. minasensis (Brethes, 1927)
- C. nestor (Cresson, 1868)
- C. nigrofemoratus (Cresson, 1873)
- C. parredes (Cresson, 1868)
- C. polychrous (Brulle, 1846)
- C. spinosus Hancock, 1926
- C. subsecivus (Cameron, 1885)
- C. subspinosus (Cresson, 1868)
- C. tepanecus (Cresson, 1868)
- C. toros (Cresson, 1868)
- C. uxorius (Cresson, 1867)
- C. valladolidensis (Cameron, 1885)
- C. vargasi Porter, 1980
- C. xanthogaster (Brulle, 1846)
- C. yucatanensis (Cameron, 1885)
- C. zacatecus (Cresson, 1874)